# Lago di Talvacchia
Il lago di Talvacchia è un lago artificiale formato dallo sbarramento della diga costruita lungo il corso del torrente Castellano.

## Descrizione
Il lago prende il nome dall'omonimo borgo di Talvacchia (frazione del comune di Ascoli Piceno) posto sul colle sopra la sponda marchigiana della diga.
La diga fu costruita nel 1960 ed è alta 78 metri, e per le sue dimensioni è una delle più grandi della regione Marche. Il confine che divide i territori delle Marche e dell'Abruzzo attraversa la zona mediana del lago.
Le sue acque alimentano la centrale idroelettrica di Capodiponte a Taverna di Mezzo, in aggiunta a quelle del Tronto provenienti dal bacino idroelettrico del Lago di Colombara.
Nel periodo primaverile l'invaso è ricco di acqua, mentre nel periodo autunnale è quasi completamente vuoto e si possono vedere vecchie case e ponti che normalmente sono sommersi.
Il lago ha una notevole presenza di pesci, in prevalenza ciprinidi di taglia, che ne fanno un richiamo per i praticanti di pesca.